# إسماعيل المازندراني
الشيخ إسماعيل بن محمد حسين بن محمد رضا بن علاء الدين محمد المازَنْدَرانيّ (ت. 1173 هـ). هو رجل دين وفقيه ومُحدّث ومُفسّر شيعي إيراني ويُضاف إلى لقبه الأصبهاني الخاجوئي تمييزاً له عن غيره ممن قد يتشابهون معه في الاسم واللقب. والخاجوئي نسبة إلى خاجو التي هي محلّة تابعةٌ لأصفهان حيث توطّن بها، وهو محل توثيق البعض من رجاليي الشيعة رغم كونه مغموراً؛ ومنهم عبد النبي القزويني،(1) وعباس القمي،(2) وغيرهما.
لم يُرصد في المصادر التاريخية وكتب التراجم والسيّر تاريخ ولادته؛ إلّا أن محسن الأمين ذكر في ترجمته له أنّه: ”من علماء عصر نادر شاه“، وقد علّل الأمين قلة شهرة المازندراني وعدم الإلتفات إليه وإلى مؤلّفاته وكتبه بأن الناس كانوا منشغلين بالحرب حيث بدأ الغزو الأفغاني لإيران، فيقول: ”وكان هذا الشيخ في عصر استيلاء الأفغان على ممالك إيران واستباحتهم دماء الشيعة وأعراضهم وأموالهم في كل مكان لا سيما أصفهان، ولذلك لم يكن له ولمؤلفاته كثير اشتهار بين العلماء“.

## مؤلفاته
له الكثير من المُؤلّفات والرسائل والمُصنّفات التي يصل عددها إلى مئة وخمسين كتاباً، ومن أبرز كتبه ومُصنّفاته:
| - شرح المدارك. شرحٌ على كتاب مدارك الأحكام في شرح شرائع الإسلام لمحمد صاحب المدارك، وهذا الكتاب مبسوط في مُجلّدين. - الحاشية على المدارك. والظاهر أنّهُ مختلف عن شرحه على المدارك، حيث فرّق آغا بزرگ الطهراني في ذريعته بين الشرح والحاشية. - الحاشية على أربعين البهائي. حاشيةٌ على كتاب شرح الأربعين حديثاً للبهائي. - جامع الشتات في النوادر والمتفرقات. - فضل الفاطميين. - مفتاح الفلاح ومصباح النجاح في شرح دعاء الصباح. - بشارات الشيعة. - شرح مفتاح الفلاح. | - هداية الفؤاد إلى أحوال المعاد. - الجبر والتفويض. - الفوائد الرجالية. - نفي عينية الجمعة. - وحدت وجود. باللغة الفارسية. - الدرر الملتقطة في تفسير الآيات القرآنية. - طريق الإرشاد إلى فساد إمامة أهل الفساد. - رسالة في تحقيق وتفسير الناصبي. - رسائل كثيرة مُتفرّقة.(3) |

## وفاته
المشهور هو أنّ وفاة المازندراني كانت في الحادي عشر من شهر شعبان 1173 هـ كما ذكر محمد باقر الخوانساري في روضات الجنّات، وعنه نقل أكثر من ترجموا للمازندراني، إلّا أن عبد النبي القزويني ذكر أنّ وفاته كانت سنة 1177 هـ. ونص عبارة الخوانساري في تحديد وفاة المازندراني: ”وتوفي في حادي عشر شعبان سنة 1173 ودفن في مزار تخت فولاد المشهور بأصبهان مما يلي بابه الجنوبي المفتوح إلى جهة فارس المحمية قريبا من قبر الفاضل الهندي“.

## الهوامش
- 1 - ذكره عبد النبي القزويني في كتابه تتميم أمل الآمل قائلاً عنه: ”كان من العلماء الغائصين في الأغوار، والمُتعمّقين في العلوم بالأسبار“، وقال عنه في موضع آخر في نفس الترجمة: ”وكان من فرسان الكلام ومن فحول أهل العلم وكثرة فضله تزري بالبحور الزاخرة عند الهيجان والتلاطم والجبال الشاهقة والأطواد الباذخة إذا قيست إلى علو فهمه كانت عنده كالنقط والدراري الثاقبة إذا نسبت إلى نفوذ ذهنه كأنها حبط“.[13]

- 2 - ذكره عباس القمي في كتابه الكنى والألقاب قائلاً عنه: ”العالم الورع الحكيم المتأله الجليل القدر من أكابر علماء الإمامية. قالوا في حقه: كان آية عظيمة من آيات الله وحجة بالغة من حجج الله، وكان ذا عبادة كثيرة وزهادة خطيرة، معتزلاً عن الناس، مبغضاً لمن كان يحصل العلم للدنيا“.[14]

- 3 - أفرد رجل الدين مهدي الرجائي مُقدمةً لكتاب الدُرَرْ المُلتقطة في تفسير الآيات القرآنية، وقد طُبعت معه،[15] واحتوت قائمة برسائل المازندراني، وفيها: رسالة في الغناء وعظم إثمه،[2] ورسالة ميزة الفرقة الناجية عن غيرهم، والرسالة الإينية، ورسالة في توجيه مناظرة الشيخ المفيد، وتذكرة الوداد في حكم رفع اليدين حال القنوت، ورسالة استدلالية في استحباب رفع اليدين إلى السماء في حال القنوت، ورسالة في شرح حديث الطلاق بيد من أخذ بالساق، ورسالة في حرمة النظر إلى وجه الأجنبية، ورسالة خمسية، ورسالة في أقل المدة بين العمرتين، ورسالة في الرضاع، ورسالة في جواز التعويل على أذان الغير في دخول الوقت، ورسالة في حكم الاستيجار للحج من غير بلد الميت، ورسالة في حكم الإسراج عند الميت إن مات ليلاً، ورسالة في شرح حديث «توضؤوا مما غيرت النار»، ورسالة في حكم الغسل في الأرض الباردة ومع الماء الباردة، ورسالة في أفضلية التسبيح على القراءة في الركعتين الأخيرتين، ورسالة في تحقيق وجوب غسل مس الميت، ورسالة في حكم شراء ما يعتبر فيه التذكية، ورسالة في حكم لبس الحرير للرجال في الصلاة وغيرها، ورسالة في حكم الغسل قبل الاستبراء، ورسالة في وجوب الزكاة بعد إخراج المؤونة، ورسالة في شرح حديث «ما من أحد يدخله عمله الجنة وينجيه من النار»، ورسالة في شرح حديث «لو علم أبو ذر ما في قلب سلمان لقتله»، ورسالة في شرح حديث «أعلمكم بنفسه أعلمكم بربه»، ورسالة في شرح حديث «لا يموت لمؤمن ثلاثة من الأولاد فتمسه النار إلا تحلة القسم»، ورسالة في شرح حديث «إنّهم يأنسون بكم فإذا غبتم عنهم استوحشوا»، ورسالة في شرح حديث «النظر إلى وجه العالم عبادة»، ورسالة في تفسير آية «فاخلع نعليك إنّك بالواد المقدس»، رسالة في تعيين ليلة القدر، والحاشية على أجوبة المسائل المهنائية، ورسالة عدلية، ورسالة في نوم الملائكة، ورسالة في بيان الشجرة الخبيثة، ورسالة في شرح حديث «من أحبنا أهل البيت فليعد للفقر جلباباً أو تجفافاً»، والمسائل الخمس، ورسالة في تفسير قوله تعالى «وكان عرشه على الماء» ، ورسالة في ذم سؤال غير الله، ورسالة في أحكام الطلاق، ورسالة في شرح حديث لسان القاضي بين جمرتين من نار، ورسالة في إرث الزوجة، ورسالة استدلالية في بيان كيفية ميراث الزوجة من الزوج، ورسالة في الحبوة، ورسالة في حرمة تزويج المؤمنة بالمخالف، ورسالة استدلالية في جواز التزويج وعدمه، رسالة في استحباب كتابة الشهادتين على الكفن، ورسالة في حكم التنفل قبل صلاة العيد وبعدها، ورسالة في بيان عدد الاكفان، ورسالة في جواز التداوي بالخمر عند الضرورة، رسالة في حكم الحدث الأصغر المتخلل في غسل الجنابة، والمسائل الفقهية المتفرقة، ورسالة في استحباب رفع اليدين حالة الدعاء، ورسالة في بيان علامة البلوغ، ورسالة في من أدرك الامام في أثناء الصلاة، والرسالة الهلالية، والرسالة الذهبية، والفصول الأربعة، ورسالة في حكم من زنا بامرأة ثم تزوج بابنتها، ورسالة في شرائط المفتي، ورسالة في منجزات المريض، ورسالهء اصول الدين، ورسالهء بيان اجل محتوم وغير محتوم، ورسالهء تحقيق در حديث سهو النبي ورد صوفيان، ورسالهء تحقيق در بارهء كوه قاف، وترجمة المناظرة، ورسالهء رضاعيه، ورسالهء اخبار واحوال أبو هذيل علاف، ورسالهء نوروزيه، واجوبه مسائل ميرزا محمد حفيظ، ورسالهء جواب از بعض مسائل ضروريه.[16]